# Kil'dinstroj
Kil'dinstroj è una cittadina della Russia europea settentrionale, situata nella oblast' di Murmansk; appartiene amministrativamente al rajon Kol'skij.
Sorge nella parte settentrionale della oblast', sul basso corso del fiume Kola, pochi chilometri a sudest di Murmansk.